# Paul Nicholson
Paul Nicholson (* 10. Mai 1979 in Newcastle upon Tyne, Großbritannien) ist ein ehemaliger australischer Dartspieler. Nicholson wurde zwar in Großbritannien geboren, entschied sich jedoch für die australische Staatsbürgerschaft.
Er wurde oft als bad boy of darts bezeichnet, was auf seine arrogante und kontroverse Spielweise zurückzuführen war.
Er ist neben Landsmann Simon Whitlock der einzige Australier, dem es mit den Players Championship Finals 2010 gelang, ein PDC Einzel-Major-Turnier zu gewinnen.

## Karriere

### 2007–2009: Beginn der Karriere und erster PDC-Titel
Nicholsons Profidartskarriere bei der PDC begann im Jahr 2007, als er das Achtelfinale der Australian Open erreichte. Daraufhin gewann Nicholson auf der DPA Pro Tour im Dezember sein erstes DPA-Turnier. Auch 2008 war Nicholson oft auf der DPA Pro Tour vertreten und gewann dort mehrere Turniere. Bis er schließlich erstmals an einem Turnier der PDC Pro Tour in Las Vegas teilnahm. Dort schied er jedoch direkt aus. Eineinhalb Monate später machte die Tour jedoch Halt in seiner Heimat Australien und Nicholson nahm erneut an einem Players Championship der PDC teil. Hier erreichte er überraschend das Finale, nachdem er unter anderem Ronnie Baxter aus dem Turnier warf, und verlor mit 1:3 gegen Robert Thornton.
Nicholson nahm noch im selben Jahr auch an seinem ersten PDC-Major teil. Beim erstmals ausgetragenen Grand Slam of Darts traf Nicholson in der Gruppenphase auf Darryl Fitton, Kevin Painter und Gary Anderson, konnte allerdings nur Letzteren besiegen und sich damit nicht für die Hauptrunde qualifizieren.
In seiner ersten WM-Teilnahme 2009 konnte er die Massen überzeugen und scheiterte erst im Viertelfinale an James Wade mit 3:5, während er auf dem Weg eingespielte Größen wie den ehemaligen Weltmeister Dennis Priestley und den zukünftigen Weltmeister Adrian Lewis schlug.
2009 spielte Nicholson nur an wenigen Events der DPA Pro Tour mit, konnte aber zwei Turniere gewinnen. Dafür trat er jetzt regelmäßig bei der PDC Pro Tour 2009 auf und erreichte im Juni bereits ein Halbfinale.
Im August konnte Nicholson seine Finalteilnahme beim Australian Open Players Championship wiederholen. Erneut hieß der Finalgegner Robert Thornton, diesmal konnte sich aber Nicholson mit 6:1 durchsetzen und damit seinen ersten Pro Tour-Titel einfahren.
Nicholson qualifizierte sich daraufhin für den World Grand Prix, schied dort jedoch in der ersten Runde gegen Wayne Jones aus. Eine Woche später erreichte er aber beim Killarney Pro Tour das Finale.

### 2010–2011: Major-Titel und Aufstieg in die Top Ten
Bei seiner ersten Teilnahme an der European Darts Championship schied Nicholson wieder in der ersten Runde aus, diesmal gegen Colin Osborne. Bei der German Darts Championship hingegen erreichte er das Halbfinale.
Bei der PDC World Darts Championship 2010 konnte Nicholson seine gute Leistung aus dem Vorjahr nicht wiederholen und verlor in der ersten Runde gegen Terry Jenkins.
Einen Monat später jedoch gewann Nicholson seinen ersten und einzigen Major-Titel. Bei den Players Championship Finals 2010 schlug er die Darts-Größen Dennis Priestley, Steve Beaton, Adrian Lewis und Phil Taylor, letzten sogar im Last-Leg-Decider, um ins Finale des Turniers einzuziehen. Dort setzte er sich mit 13:11 gegen Mervyn King durch und gewann damit £60.000 für die Rangliste.
Im Juni 2010 konnte er sich das erste Mal unter den ersten 16 der PDC Order of Merit etablieren und gehörte damit zu den gesetzten Spielern beim World Matchplay und der European Darts Championship. Bei beiden Turnieren schied er jedoch in der ersten Runde aus. Auch die PDC Pro Tour 2010 verlief weniger erfolgreich für Nicholson. Zweimal erreichte er das Halbfinale.
Auch beim World Grand Prix schied Nicholson in der ersten Runde aus. Gegen Landsmann Simon Whitlock konnte er keinen Satz holen.
Als Major-Gewinner war Nicholson für den Grand Slam of Darts qualifiziert. Er gewann zwar zwei seiner Vorrundenspiele gegen Arron Monk und Ronnie Baxter, aufgrund einer hohen 1:5-Niederlage gegen Steve Beaton qualifizierte er sich trotzdem knapp nicht für das Achtelfinale.
Einen größeren Erfolg feiern konnte Nicholson erst wieder beim neu geschaffenen World Cup of Darts 2010, bei dem er zusammen mit Simon Whitlock sein Heimatland Australien vertreten durfte. Sie schlugen zunächst das Team aus Irland, bevor sie sich in der Gruppenphase gegen Österreich und Kanada durchsetzen konnten und als Zweitplatzierte ins Halbfinale einzogen. Erst dort wurden sie von Mark Webster und Barrie Bates aus Wales gestoppt.
Bei der PDC World Darts Championship 2011 startete Nicholson als Nummer 16 ins Turnier. Erfolgreich setzte er sich mit 3:0 gegen Steve Farmer durch, verlor dann aber in der zweiten Runde mit 2:4 gegen Peter Wright.
Auf der PDC Pro Tour 2011 gewann Nicholson am 26. März wieder ein Turnier. Im Finale des PDPA Players Championship Crawley 1 setzte er sich mit 6:4 gegen Adrian Lewis durch. Einen Tag später kam er außerdem ins Finale. Ein zweiter Tour-Erfolg gelang ihm beim PDPA Players Championship Crawley 4, ebenfalls mit 6:4 gegen Lewis.
Zwei Wochen später startete Nicholson bei den UK Open 2011. Nach zwei knappen Siegen über Gary Anderson und Phil Taylor stand er hier erstmals im Viertelfinale, das er gegen den späteren Turniersieger James Wade verlor.
Wieder eine Woche später fuhr er seinen dritten Pro Tour-Titel der Saison ein. Wieder mit 6:4, dieses Mal aber gegen Steve Brown setzte sich Nicholson im Finale des PDPA Players Championship Barnsley 1 durch.
Beim World Matchplay 2011 gewann Nicholson erstmals ein Spiel, nachdem er sich in der ersten Runde gegen Colin Osborne durchsetzte, bevor er im Achtelfinale gegen Raymond van Barneveld verlor. Bei der European Darts Championship eine Woche später kam Nicholson sogar ins Viertelfinale, bevor er gegen den späteren Titelträger Phil Taylor ausschied.
Vor dem World Grand Prix stand Nicholson auf Platz 9 der PDC Order of Merit. Bei dem Turnier selbst gewann er ein Spiel gegen Ronnie Baxter, schied dann jedoch wieder gegen Phil Taylor aus, der sich später den Titel sicherte.
Bei der Championship League Darts gewann Nicholson die dritte Gruppe und zog damit in die Winners Group ein. Nach Siegen über Mark Walsh, Simon Whitlock, Gary Anderson und Mervyn King qualifizierte er sich als Gruppendritter für das Halbfinale, das er ebenfalls gegen King gewann. Im Finale des Turniers traf er dann auf Phil Taylor und musste sich zum dritten Mal in Folge gegen The Power bei einem Major geschlagen geben.
Nach drei von drei Siegen in der Gruppenphase über Barrie Bates, Wes Newton und Magnus Caris qualifizierte sich Nicholson als Gruppensieger für das Achtelfinale des Grand Slam of Darts 2011. Das gewann er noch gegen Steve Beaton doch im Viertelfinale scheiterte Nicholson zum vierten Mal an Taylor, der später ebenfalls zum vierten Mal in Folge auch den Titel gewann. Erst bei den Players Championship Finals verlor er nicht gegen Taylor, dafür bereits in der ersten Runde gegen Steve Brown.
Bei der PDC World Darts Championship 2012 war Nicholson auf Rang 9 der Setzliste. Im Turnier konnte er Mensur Suljović und Alan Tabern besiegen und galt als Geheimfavorit, aber schied im Achtelfinale enttäuschend gegen den belgischen Newcomer Kim Huybrechts aus, welcher im Viertelfinale am späteren Finalteilnehmer Andy Hamilton scheiterte.

### 2012–2015: World-Cup-Finale und Ausbleiben der Erfolge
Zu Beginn des Jahres 2012 kam Nicholson zusammen mit Simon Whitlock bis ins Finale des World Cup of Darts, nachdem man zuvor gegen Irland, Belgien und auch die Niederlande gewinnen konnte. Trotz Nicholsons Sieg im Einzel über Adrian Lewis konnte man die Engländer jedoch nicht bezwingen.
Für einen Sieg auf der Pro Tour reichte es in diesem Jahr nicht. Allerdings konnte Nicholson bei den Dutch Darts Masters sein erstes Finale auf der European Darts Tour erreichen. Davor besiegte er Ross Smith, Michael van Gerwen, Max Hopp, Arron Monk und Wayne Jones, bevor er im Finale auf Landsmann Simon Whitlock traf und mit 1:6 verlor.
Bei seinen vier Major-Teilnahmen zuvor erreichte Nicholson einmal das Achtelfinale (UK Open) und einmal sogar das Viertelfinale (World Grand Prix), schied jedoch auch zweimal in der ersten Runde aus (World Matchplay und European Darts Championship).
Weder bei der Championship League Darts 2012 noch beim Grand Slam of Darts 2012 kam Nicholson über die Gruppenphase hinaus. Auch bei den Players Championship Finals 2012 war in der ersten Runde Schluss.
Bei der PDC World Darts Championship 2013 konnte Nicholson sein Erstrundenmatch gegen Co Stompé mit 3:0 gewinnen, verlor jedoch in der zweiten Runde knapp mit 3:4 gegen Robert Thornton. Beim World Cup of Darts schied er gemeinsam mit Simon Whitlock im Achtelfinale gegen Belgien aus. Ein zweites European-Tour-Finale gelang Nicholson bei der European Darts Trophy 2013. Erneut schlug er dafür Michael van Gerwen, dieses Mal verlor er im Finale aber gegen Wes Newton knapp mit 5:6. Ein weiteres Finale konnte er auf der PDC Pro Tour 2013 noch erreichen, ansonsten war dort in diesem Jahr wenig drin.
Auch seine Major-Teilnahmen verliefen eher schlecht. Lediglich bei der European Darts Championship und dem World Grand Prix sowie dem Grand Slam of Darts 2013 kam er in die zweite Runde. Ein Viertelfinale auf der World Series bei den Sydney Darts Masters konnte er noch erreichen, ansonsten zeigte Nicholson wenig Erfolge auf der Bühne.
Auch die PDC World Darts Championship 2014 verlief vergleichsweise enttäuschend für Nicholson. Nur noch die Nummer 20 der Welt gewann er zwar noch gegen Stuart Kellett, schied dann aber ohne Satzgewinn gegen Kevin Painter aus.
Beim World Cup of Darts kamen Nicholson und Whitlock noch einmal ins Halbfinale. Auf dem Weg dorthin besiegten sie die Duos aus Dänemark, Hongkong und schließlich aus Wales, bevor man gegen England ausschied. Das World Matchplay 2014 war Nicholsons letzte Teilnahme bei dem Traditionsturnier. Hier konnte er zum zweiten Mal sein erstes Spiel gewinnen, in dem er sich mit 10:8 gegen Robert Thornton durchsetzte, bevor er das Achtelfinale gegen Wes Newton in der Verlängerung verlor. Bei den Perth Darts Masters einen Monat später kam Nicholson ins Viertelfinale.
Bei seiner vorerst letzten PDC-Weltmeisterschaft 2015, bei der er als 25 der Welt gesetzt war, schied Nicholson in der ersten Runde mit 2:3 gegen Benito van de Pas aus. Bei Nicholsons letztem World Cup of Darts 2015 kam Australien nach Siegen über Russland und Gibraltar noch einmal ins Viertelfinale, das er und Whitlock gegen Belgien verloren.
Auf der PDC Pro Tour 2015 ließ Nicholson mehrere Turniere, vor allem in der zweiten Jahreshälfte, aus, sodass er sich für kein weiteres Major-Turnier qualifizieren konnte.

### 2016-heute: Verlust der Tour Card
Auf der PDC Pro Tour 2016 kam Nicholson einmal ins Achtelfinale, was aber zu wenig war um die Tour Card zu halten. Also musste er zu Beginn des Jahres 2017 an der PDC Qualifying School teilnehmen. Dort errang er am letzten Tag auf direktem Wege seine Karte zurück und durfte auch die kommenden zwei Jahre auf der Pro Tour spielen. 2017 war erneut nicht mehr als ein Achtelfinale drin, dennoch qualifizierte sich Nicholson knapp für die Players Championship Finals traf jedoch direkt in der ersten Runde auf den späteren Turniersieger Michael van Gerwen und verlor.
Auf der PDC Pro Tour 2018 kam Nicholson noch einmal ins Halbfinale, nachdem er bei der Gibraltar Darts Trophy gegen Antony Lopez, Dave Chisnall, Joe Cullen und Gerwyn Price gewann. Erst gegen Adrian Lewis schied Nicholson schließlich aus. Dieser Erfolg qualifizierte Nicholson für die European Darts Championship, wo er jedoch in der ersten Runde ausschied, und die PDC World Darts Championship 2019. Dort konnte er jedoch in der ersten Runde gegen Kevin Burness keinen Satz gewinnen und verlor erneut die Tour Card, die er auch bei der PDC Qualifying School nicht zurückholen konnte.

## Anderes
Darüber hinaus ist Nicholson großer Fan der Wrestling-Liga WWE. Sein Lieblingswrestler dort ist CM Punk, dessen Erkennungsspruch „It's clobberin' time“ („Es ist Zeit zum Prügeln“) ist, und dessen Gesten Nicholson vor jedem Spiel als Hommage nachahmt.

## Weltmeisterschaftsresultate
- 2009: Viertelfinale (5:3-Niederlage gegen  James Wade)
- 2010: 1. Runde (3:2-Niederlage gegen  Terry Jenkins)
- 2011: 2. Runde (4:2-Niederlage gegen  Peter Wright)
- 2012: Achtelfinale (4:1-Niederlage gegen  Kim Huybrechts)
- 2013: 2. Runde (4:3-Niederlage gegen  Robert Thornton)
- 2014: 2. Runde (4:0-Niederlage gegen  Kevin Painter)
- 2015: 1. Runde (3:2-Niederlage gegen  Benito van de Pas)
- 2019: 1. Runde (0:3-Niederlage gegen  Kevin Burness)

## Titel

### PDC
- Majors
  - Players Championship Finals: (1) 2010
- Pro Tour
  - Players Championships:
    - Players Championships 2009: 20
    - Players Championships 2011: 5, 10, 11

  - UK Open Qualifiers:
    - UK Open Qualifiers 2006/07: 5